# اگاستسوارام
اگاستسوارام (به انگلیسی: Agastheeswaram) یک منطقهٔ مسکونی در هند است که در تامیل نادو واقع شده‌است.

## خصوصیات
اگاستسوارام ۸٬۹۷۸ نفر جمعیت دارد.